# Reacción paradójica
Las reacciones paradójicas (o efectos secundarios paradójicos) en terapéutica farmacológica se refieren a los resultados de diversas medidas farmacológicas que pueden llevar a conclusiones aparentemente contradictorias.
Algunas reacciones paradójicas pueden revertirse cambiando el fármaco por otro, o utilizando uno de rescate. Algunas de estas reacciones no son de peligro, como cuando se ingiere cafeína en una taza de café por la noche y la persona padece de mayor sueño y cansancio que antes de ingerir la bebida. Sin embargo, en otras, puede ser caso de emergencia médica, como en la broncoconstricción causada por fármacos que se suponen deben aliviarla.
Por ejemplo:
| Fármaco                                        | Efecto buscado                                                      | Efecto paradójico |
| ---------------------------------------------- | ------------------------------------------------------------------- | --- |
| Bifosfonatos                                   | Se emplean en niños y adultos para tratar enfermedades osteolíticas | Osteonecrosis de la mandíbula, erupción dental tardía, fractura femoral atípica y alteraciones en el sistema de crecimiento óseo. |
| Antihistamínicos                               | Alivio de las alergias                                              | Síntomas alérgicos por antihistamínicos.                                                                                          |
| Diazepam                                       | Uso como ansiolítico y sedante                                      | En pacientes con TDAH puede provocar exacerbación de los síntomas de hiperactividad, impulsividad y agresión.                     |
| Tocilizumab                                    | Artritis reumatoide, lupus                                          | Exacerbación (y aparición de novo) de vasculitis, uveitis y lupus.                                                                |
| Salbutamol (y otros Agonistas adrenérgicos β2) | Alivio del asma                                                     | Broncoconstricción por Agonistas adrenérgicos β2                                                                                  |
| Remifentanil                                   | Analgesia                                                           | Exacerbación del dolor (hiperalgesia inducida por opiodes).                                                                       |

En muchos casos, las reacciones paradójicas pueden tener base en la edad del paciente o tener un componente genético que predispone a la persona al efecto contrario al que se busca al momento de prescribírsele una medicación, o incluso la vía de administración y/o la dosis.